# جيمس بي. بيرد
جيمس بي. بيرد (بالإنجليزية: James B Beard)‏ هو عالم زراعة أمريكي، ولد في 24 سبتمبر 1935 في بيكوا في الولايات المتحدة، وتوفي في 14 مايو 2018 في بريان في الولايات المتحدة.